# 岡田源三郎
岡田 源三郎（おかだ げんざぶろう、1896年3月25日 - 1977年10月26日）は、東京都 出身の野球選手・指導者（名古屋金鯱軍監督。明治大学野球部監督）。
NPB史上唯一の、19世紀生まれの選手である。

## 来歴・人物
旧制高千穂中学校卒業、早稲田実業学校時代に、捕手として第1回全国中等学校優勝野球大会に出場。準決勝でこの年準優勝した秋田中学に1-3で敗れた。岡田は7打数無安打に終わる。
卒業後、台湾製糖、広瀬商店、中央大学、明治大学と渡り歩き、1923年夏東京六大学野球草創期の明大野球部三代目監督に就任。奇策を駆使した戦法で早慶両大学を悩ませ同年秋、明治にリーグ加入後の初優勝をもたらした。

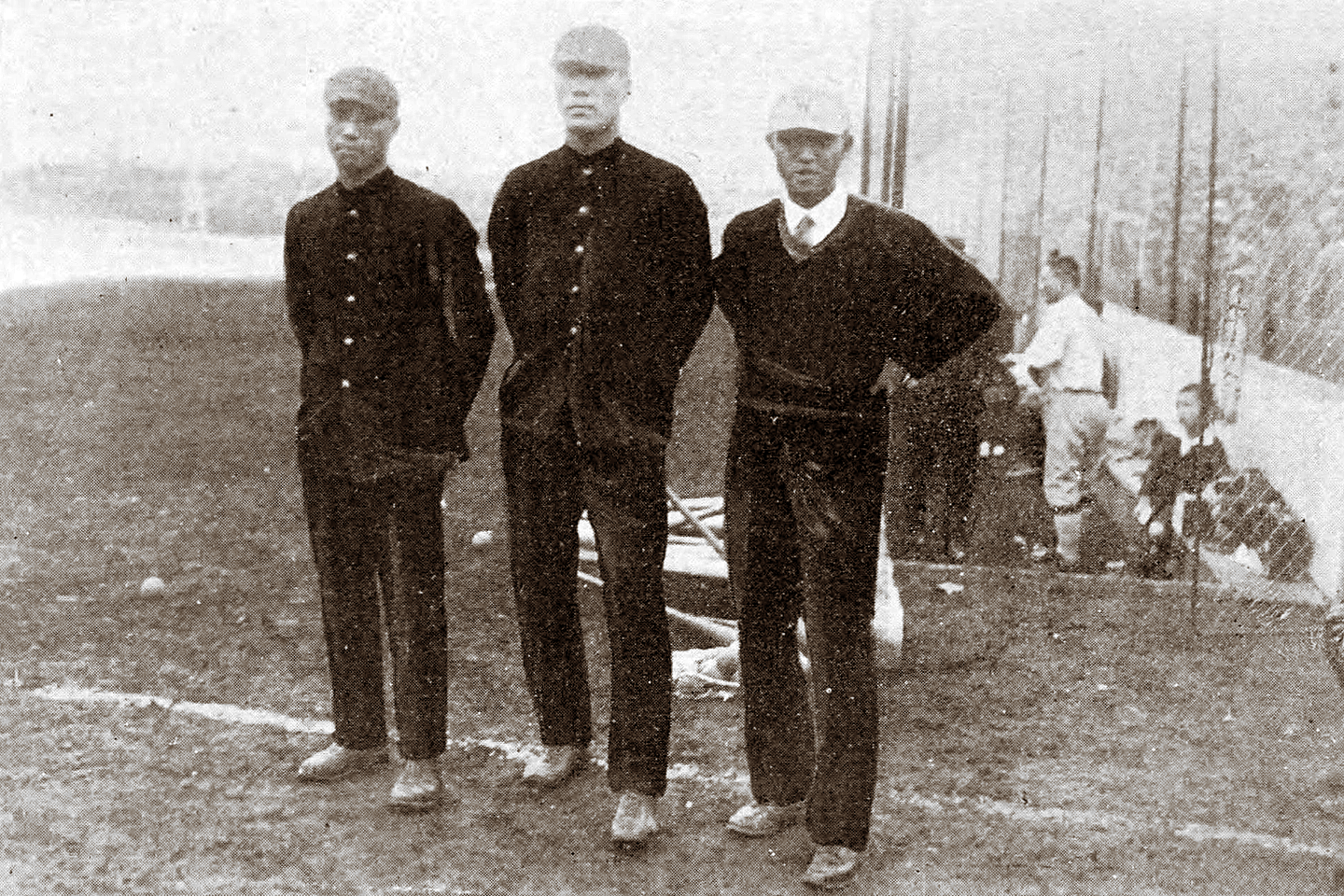
早慶戦復活時の明大審判団（右から岡田源三郎・湯浅禎夫・二出川延明）

1935年秋までの在任中、二出川延明、湯浅禎夫、田部武雄、松木謙治郎ら多数の名選手を育てた。1936年に当時の職業野球発足に伴い創立となった名古屋金鯱軍に入団、選手兼総監督に就任した。1937年に一度総監督を辞任するが、翌1938年に選手兼監督に復帰。実働4年間捕手にあり、通算24試合出場、52打数15安打・12打点・0本塁打・8三振・8四死球・2盗塁・打率.288。
引退後は野球評論家や日本テレビの野球解説者を務めた。1977年10月26日死去。享年81。死去翌年の1978年に野球殿堂入りした。
選手としては捕手を中心に全守備位置を守れる万能選手だった。また、名古屋金鯱の監督在職中には球団歌「金鯱の歌」（作曲：杉山長谷夫）を自ら作詞している。

## 詳細情報

### 年度別打撃成績
| 年 度     | 球 団     | 試 合 | 打 席 | 打 数 | 得 点 | 安 打 | 二 塁 打 | 三 塁 打 | 本 塁 打 | 塁 打 | 打 点 | 盗 塁 | 盗 塁 死 | 犠 打 | 犠 飛 | 四 球 | 敬 遠 | 死 球 | 三 振 | 併 殺 打 | 打 率 | 出 塁 率 | 長 打 率 | O P S |
| --------- | --------- | ----- | ----- | ----- | ----- | ----- | -------- | -------- | -------- | ----- | ----- | ----- | -------- | ----- | ----- | ----- | ----- | ----- | ----- | -------- | ----- | -------- | -------- | ----- |
| 1937春    | 金鯱      | 2     | 1     | 1     | 1     | 1     | 0        | 0        | 0        | 1     | 0     | 0     | --       | 0     | --    | 0     | --    | 0     | 0     | --       | 1.000 | 1.000    | 1.000    | 2.000 |
| 1938春    | 金鯱      | 11    | 37    | 31    | 7     | 8     | 2        | 0        | 0        | 10    | 10    | 2     | --       | 0     | --    | 6     | --    | 0     | 5     | --       | .258  | .378     | .323     | .701  |
| 1938秋    | 金鯱      | 9     | 19    | 18    | 0     | 5     | 0        | 0        | 0        | 5     | 2     | 0     | --       | 0     | --    | 1     | --    | 0     | 2     | --       | .278  | .316     | .278     | .594  |
| 1939      | 金鯱      | 2     | 3     | 2     | 0     | 1     | 0        | 0        | 0        | 1     | 0     | 0     | --       | 0     | 0     | 1     | --    | 0     | 1     | --       | .500  | .667     | .500     | 1.167 |
| 通算：3年 | 通算：3年 | 24    | 60    | 52    | 8     | 15    | 2        | 0        | 0        | 17    | 12    | 2     | --       | 0     | 0     | 8     | --    | 0     | 8     | --       | .288  | .383     | .327     | .710  |

### 表彰
- 野球殿堂特別表彰（1978年）

### 背番号
- 20 （1936年）
- なし （1937年）
- 30 （1938年 - 1939年）